# Bảo tàng Hải quân (Việt Nam)
Bảo tàng Hải quân trực thuộc Cục Chính trị, Quân chủng Hải quân Việt Nam là một trong những trung tâm văn hoá - lịch sử và mỹ thuật của Quân chủng Hải quân Việt Nam trên thành phố cảng Hải Phòng. Bảo tàng Hải quân được xếp hạng Hai theo quyết định xếp hạng Bảo tàng Việt Nam.

## Nhiệm vụ
Bảo tàng Hải quân thuộc loại hình lịch sử quân sự, có nhiệm vụ nghiên cứu, sưu tầm, kiểm kê, trưng bày, tuyên truyền giới thiệu các tài liệu, hiện vật có giá trị lịch sử, văn hoá, khoa học, phản ánh quá trình xây dựng, chiến đấu, trưởng thành của quân chủng trong sự nghiệp giải phóng dân tộc, thống nhất đất nước, xây dựng và bảo vệ Tổ quốc.

## Khái quát trưng bày
1. Vùng biển Việt và truyền thống chống giặc ngoại xâm của dân tộc Việt trên sông, biển;[2]
2. Hải quân nhân dân Việt Nam ra đời, xây dựng và hoạt động trong điều kiện hoà bình (1955 - 1964), chiến thắng trận đầu ngày 02 và ngày 05/8/1964;[2]
3. Hoạt động của Hải quân nhân dân Việt Nam trong chiến tranh chống Mỹ cứu nước, cứu nước (1965 - 1975);[2]
  1. Chống phong toả thủy lôi của Mỹ, đảm bảo giao thông vận chuyển trên sông biển;
  2. Mở đường Hồ Chí Minh trên biển, vận chuyển chi viện chiến trường miền Nam;
  3. Đặc công Hải quân chiến đấu trên chiến trường sông, biển miền Nam;
  4. Tham gia chiến dịch Mùa Xuân 1975, giải phóng quần đảo Trường Sa;
4. Hải quân nhân dân Việt Nam (từ 1975 đến nay):
  1. Xây dựng phát triển lực lượng, bảo vệ chủ quyền biển đảo;
  2. Xây dựng bảo vệ chủ quyền quần đảo Trường Sa;
  3. Bảo vệ biên giới Tây và 10 năm làm nghĩa vụ quốc tế giúp Campuchia (1979 - 1989);
  4. Hoạt động đối ngoại quân sự của Hải quân nhân dân Việt.
5. Khu vực trưng bày ngoài trời: Trưng bày hiện vật khối lớn phản ánh thành tích xây dựng, chiến đấu, trưởng thành của Hải quân nhân dân Việt Nam trong thời chiến, xây dựng và bảo vệ Tổ quốc Việt Nam xã hội chủ nghĩa.[2]